# Mad Father
Mad Father è un videogioco d'avventura/horror giapponese indie. È il secondo gioco creato da Sen, e venne sviluppato su Wolf RPG Editor il 10 dicembre 2012; successivamente, lo stesso autore pubblicò ulteriori versioni rinnovate fino all'ultima versione 1.04, uscita il 12 luglio 2013.
Nel 2016, uscì una versione Remastered, a pagamento, con gran parte dei personaggi e l'ambientazione ridisegnati e alcune scene aggiuntive.
Il 5 novembre 2020, venne pubblicato un remake del gioco, per Nintendo Switch e PC (tramite Steam), con varie aggiunte alla trama, una grafica rinnovata e l'inserimento della modalità Blood Mode.

## Trama
Aya Drevis, una bambina orfana di madre, vive in una villa con il padre Alfred; quest'ultimo, assieme all'assistente Maria, compie nel suo laboratorio sotterraneo macabri esperimenti di cui la giovane è a conoscenza. Una notte, durante l'anniversario della morte della madre, Monika, Aya viene svegliata da un urlo del padre e si imbatte in due zombie; terrorizzata, fugge e incontra un misterioso ragazzo che la invita a seguirlo ma scappa anche da lui, quando vede che è privo dell'occhio destro. Tornata nella sua stanza, si imbatte in un misterioso uomo, Ogre, che le spiega che quei cadaveri sono i risultati degli esperimenti del padre e che hanno preso vita per rapirlo.
Aya, quindi, cerca di salvare il padre, nonostante l'uomo tenti di scoraggiarla, e vaga per la casa. Giunta nel laboratorio, trova Maria che le consiglia di scappare e che le rivela che suo padre è stato portato via dalla moglie. Poi, nella chiesa della casa, la bambina incontra nuovamente il ragazzo privo di un occhio (chiamato Dio, poiché il suo nome è sconosciuto), che è stato inviato dalla madre per salvarla; tuttavia, si rifiuta di seguirlo e, mentre il bambino tenta di trascinarla, irrompe Maria che tramortisce il ragazzo. La donna le ordina nuovamente di scappare, per poi procedere verso una porta apertasi da sola.
Giunta in un laboratorio, trova un portale dietro una cabina di vetro dove riappare Ogre che le rivela di trovarsi dinanzi al mondo dei morti dove il dottore è stato portato dallo spirito della moglie; dopo aver constatato che Aya vuole proseguire, le dà una boccetta di "acqua magica” che potrebbe servirle per salvare il padre, nel caso non riuscisse a commuovere la madre.
Attraversato il portale, Aya si ritrova in un luogo oscuro e vede la madre che sta trascinando il marito verso l'oltretomba mentre Maria giace immobile poco più distante; la supplica di non far del male all'uomo e di non portarlo via. Tuttavia, la donna le risponde che non vuole punirlo ma, proprio perché continua ad amarlo, lo vuole solo per sé e non vuole permettere a nessun'altra donna di averlo. Aya tenta di opporsi ma scatena l'ira incontrollata dello spirito ed è, quindi, costretta a prendere un'ardua decisione:

### "Esaudire il desiderio della madre"
Aya permette che il padre venga rapito dallo spirito della moglie; risvegliatasi nella sala delle bambole, esce dalla stanza e incrocia Maria che rimane atterrita nell'apprendere il destino del dottore. In seguito, la bambina realizza amaramente che dovrà vivere come un'orfana; allora, propone a Maria di vivere assieme. Tuttavia, la donna la tramortisce alle spalle.
Nella scena finale, Maria ha appoggiato Aya a uno dei tavoli del laboratorio e si appresta a operarla; in memoria del defunto scienziato, vuole offrirgli il cuore della bambina, sussurrando "Dottore... ti amo".

### "Vero Finale"
Aya getta l'acqua magica sulla madre che scompare. Risvegliatisi nella sala delle bambole, abbraccia il padre che le promette di andare a visitare la tomba della madre, il giorno dopo; lo spirito, però, mostra alla figlia cosa accade davvero durante la sua morte: un giorno, il dottore affermò che quando la figlia avrebbe compiuto undici anni, l'avrebbe trasformata in una bambola ma, in quel momento, arrivò la moglie che si mise ad origliare e scoprì il suo orrendo progetto; allora, irruppe nella stanza, gridandogli che non gli avrebbe permesso di toccare la loro figlia e che l'avrebbe portata via con sé. Per tutta risposta, l'uomo la accoltellò.
Scoperta la verità, Aya cerca di scappare ma urta una cabina di vetro che contiene il cadavere della madre. Lo scienziato, allora, le svela i suoi piani ma la bambina gli urla di non voler diventare una bambola per poi scappare via; inseguita dal padre, arriva in un obitorio e scoprendo che la porta è bloccata, si nasconde sotto il telo di un tavolo vuoto. Maria entra nella stanza e viene raggiunta dall'uomo che, dopo aver sentito che ha perso la bambina, la ferisce con la motosega e se ne va. Aya si avvicina a Maria e, dopo aver valutato se aiutarla o abbandonarla al proprio destino, la soccorre; Maria la ringrazia per essersi presa cura di lei e se la carica in spalla ma, durante la fuga, scivola così invita la bambina ad abbandonarla; Aya tenta di opporsi ma, sentendo arrivare il padre, scappa. Giunta nella chiesa, viene bloccata da una bambola ma Maria la salva, lanciando contro il sopraggiunto dottore numerosi coltelli che, apparentemente, lo uccidono; tuttavia, l'uomo si rialza e tenta di aggredirle ma viene definitivamente ucciso da Dio che lo infilza alle spalle con un coltello.
Tornati nella casa, il giovane si scusa per averla spaventata e incendia la casa (affinché non vengano trovate tracce dei terribili esperimenti fatti dal padre). Mentre Aya e Maria fuggono, Ogre raggiunge il cadavere dello scienziato; dopo aver rivelato di essere un demone, lo invita a venire con lui per poter ottenere quello che il suo cuore desidera. Intanto, Aya trova il libro dove il padre teneva tutti i procedimenti per i suoi esperimenti e inizia a leggerlo con gran interesse. Alcuni anni dopo, le due donne abitano in una piccola casetta adibita a clinica medica gratuita. Un giorno, una ragazza di nome Jean Rooney, di famiglia troppo povera per potersi permettere altre cure mediche, le fa visita; la giovane dottoressa, la fa stendere su un lettino e le dice che non soffrirà più. All'esterno, Maria, rivolgendosi al defunto scienziato, rivela che Aya è diventata come lui (infatti, sparse per le stanze della casa, sono presenti alcune bambole, simili a quelle create dal padre).

### "Salvare il padre"
Aya decide di abbandonare Maria al proprio destino e prosegue il suo cammino. Sentendo arrivare il padre, fugge verso la chiesa ma viene bloccata da una bambola; in quel momento, l'uomo arriva e, dopo un breve dialogo, la uccide.
Nella scena finale, l'uomo appoggia Aya (trasformata in una bambola) su un piccolo trono nella sala delle bambole e le augura la buonanotte.

## Modalità di gioco
Il giocatore controlla Aya, la protagonista. Aya può esplorare l'intero maniero dove è ambientato il gioco. Per accedere alcune stanze è necessario però risolvere enigmi o rompicapi, facendo anche ritornare in stanze già visitate il giocatore. I nemici possono attaccare Aya, ma il giocatore può sfuggirgli attraverso dei Quick Time Event prima che la vita della protagonista finisca. Sparsi nella villa, il giocatore può anche trovare dei collezionabili a forma di gemma attraverso sfide secondarie, utili per sbloccare una scena aggiuntiva dopo i crediti.

## Accoglienza
| Testata           | Giudizio } |
| ----------------- | ---------- |
| Down Right Creepy | 80/100     |
| Noisy Pixel       | 8.5/10     |
| Prima Games       | 9/10       |

Jahanzeb Khan di Noisy Pixel, diede a Mad Father una recensione positiva e scrisse che si tratta di "una classica esperienza horror di sopravvivenza che rievoca l'era passata di classici horror come Silent Hill, Alone in the Dark e persino Resident Evil. Naturalmente, Mad Father è un'avventura horror 2D dall'alto verso il basso che, intenzionalmente o meno, la rende un ritorno al classico spesso dimenticato della Capcom, Sweet Home". Paddy Murphy di Down Right Creepy lo definisce un "masterclass dei videogiochi horror indie", criticando per la lunghezza corta e la localizzazione, ma elogiando la rigiocabilità e l'atmosfera del gioco. Morgan Shaver di Prima Games loda  la modalità Blood Mode e lo definisce uno dei "miglior RPG mai creati".
Anastasia Wilds di Screen Rant lo classificò come il 7° miglior RPG Maker e scrisse che "terrorizzerà i giocatori e allo stesso tempo li sfiderà con la sua dura difficoltà", scrisse anche che ci sono "grandi colpi di scena nella narrativa". Rena Darling di TheGamer lo inserisce tra i 10 miglior videogiochi indie giapponesi.